# Landschaftsschutzgebiet Bachtal nördlich Bremke

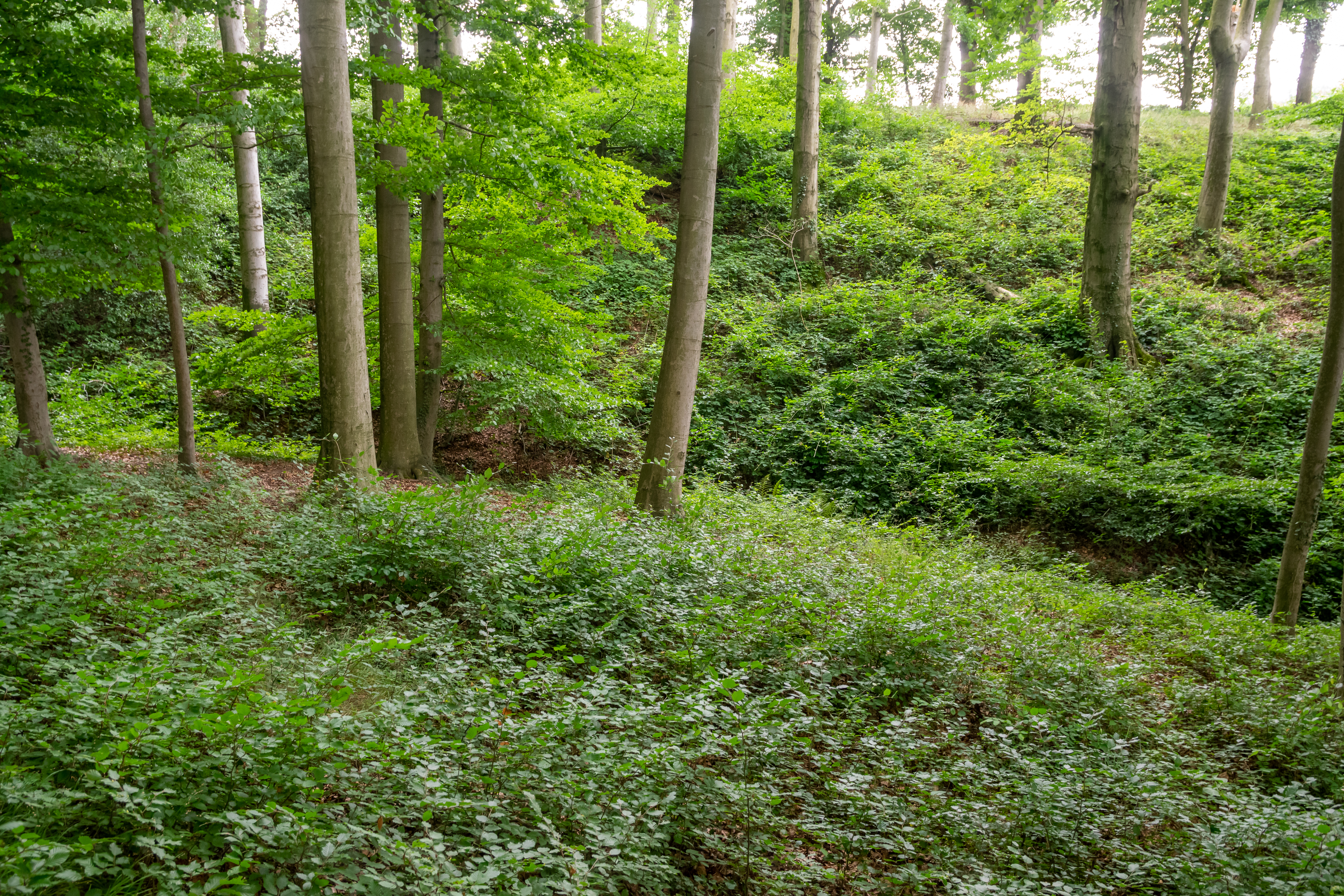
Landschaftsschutzgebiet Bachtal nördlich Bremke

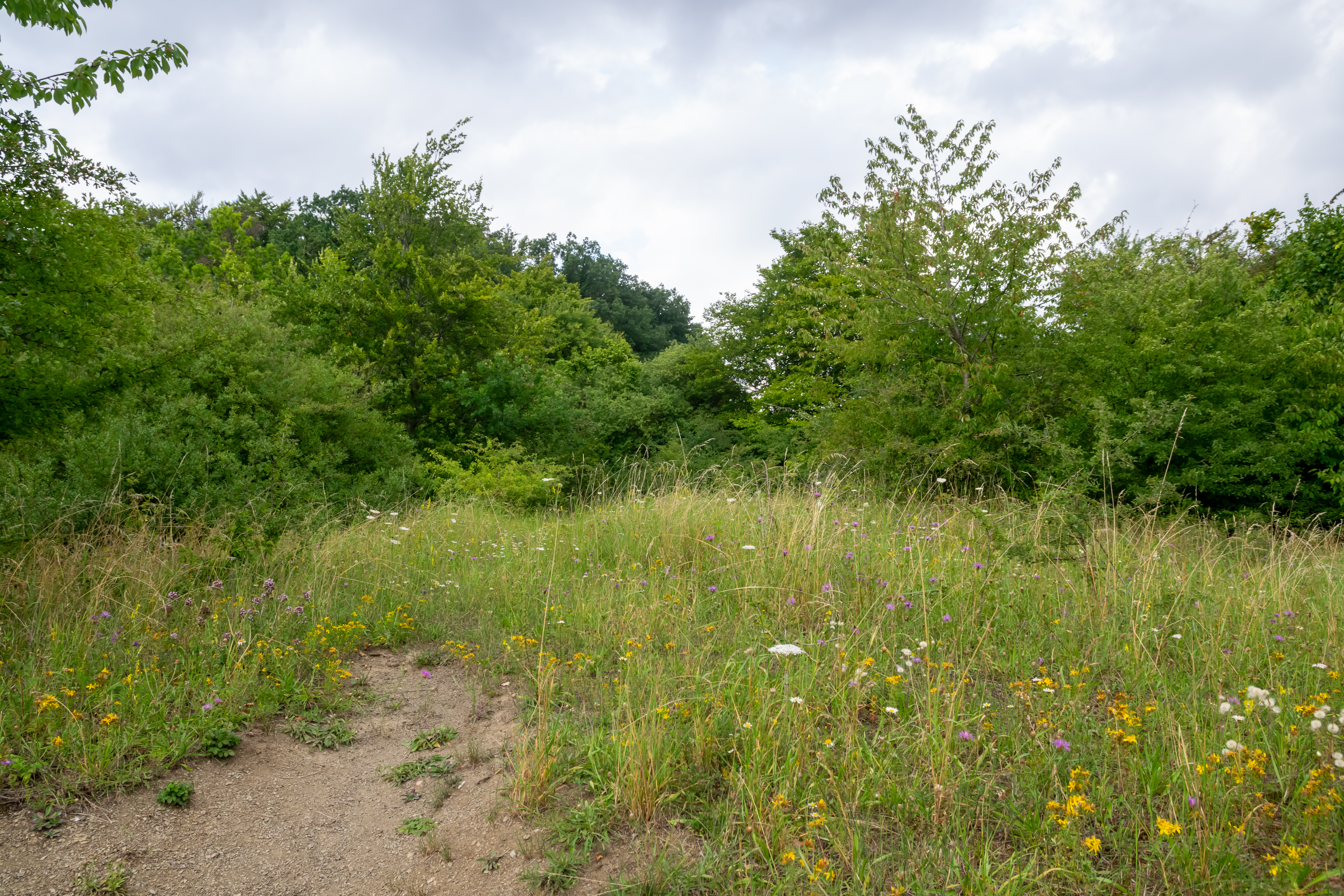
Bereich einer ehemaligen Mergelkuhle

Das Landschaftsschutzgebiet Bachtal nördlich Bremke mit etwa 8 ha Flächengröße liegt östlich von Niewald im Stadtgebiet von Detmold. Es wurde 2006 mit dem Landschaftsplan Detmold durch den Kreistag des Kreises Lippe als Landschaftsschutzgebiet (LSG) ausgewiesen.

## Beschreibung
Das LSG umfasst ein 1500 m langes Wiesentälchen bis zur Niewaldstraße. Der Bach im Wiesentälchen ist etwa 0,5 m breit, wobei der Bach nur temporär wasserführend. Stellenweise ist der Bachlauf begradigt worden. Am westlichen Ende liegt eine Grünlandbrache. In der Grünlandbrache liegt ein Rohrkolbenröhricht.
An das Rohrkolbenröhricht schließt sich ein lichtes Birkengehölz mit eingestreuten Eschen an. Im östlichen Teilbereich steht ein Hecken-Grünlandkomplex auf einem nach Osten exponierten Hang. Die Hecken mit Überhältern aus alten Eichen begrenzen die als Weiden genutzten Grünflächen. Am 
östlichen Rand gibt es eine ehemalige Mergelkuhle mit dichtem Baumbestand.
Zum Wert des Schutzgebietes führt der Landschaftsplan aus: „Dieser Bereich besitzt vor allem eine hohe Bedeutung durch das Vorkommen eines im Landschaftsplangebiet seltenen Biotoptyps, dem Röhricht.“

## Schutzzwecke für das LSG
Laut Landschaftsplan erfolgte die Ausweisung des LSG
- „zur Erhaltung und Wiederherstellung der Leistungsfähigkeit des Naturhaushaltes in ökologisch besonders wertvoll strukturierten Bereichen mit Wasser-, Klima- und Biotopschutzfunktionen,“
- „zur Erhaltung und Wiederherstellung von Quellbereichen und naturnahen Fließgewässern, Wald- und Grünlandbereichen unterschiedlicher Feuchtestufen, Feldgehölzen, Hecken und Obstwiesen,“
- „zur Erhaltung morphologisch ausgeprägter Bereiche zur Sicherung der landschaftlichen Eigenart und Vielfalt für die Erholung,“
- „zur Erhaltung wertvoller Biotopkomplexe aus Wald-Grünlandbereichen, Fließgewässern und Quellen sowie Biotopen nach § 62 LG mit wichtigen Refugial-, Puffer-, Trittstein- und Vernetzungsfunktionen,“
- „zur Erhaltung und Wiederherstellung wichtiger Rückzugsräume für die bedrohte Tier- und Pflanzenwelt,“
- „zur Sicherung der das Orts- und Landschaftsbild gliedernden und belebenden und die dörflichen Siedlungsstrukturen prägenden Freiraumelemente.“[1]

## Rechtliche Vorschriften
Im Landschaftsschutzgebiet ist unter anderem das Errichten von Bauten und Fischteichen verboten. Grün- und Brachland darf nicht in eine andere Nutzungsart umgewandelt oder umgebrochen werden.